# Битка при река Гуадалете (711)
Битката при река Гуадалете е решаващото сражение от мюсюлманското нашествие в Испания. Най-вероятната година е 711, а мястото е в най-южните части на Пиренейския полуостров. По тези въпроси средновековните хронисти и съвременните историци имат все още някои неясноти, но като цяло се приема датата 19 юли 711 г. Една срещу друга застават армиите на Тарик ибн Зияд (съставена от бербери и малко араби) и вестготския крал Родерих. Резултатът е решителна мюсюлманска победа, смърт на Родерих и начало на разпадането на Вестготското кралство.

## Предистория
През VІІ век арабски войски постепенно покоряват цяла северна Африка и достигат до Мароко и Гибралтарския проток. Местните бербери проемат исляма и стават техни съмишленици за нашествие в Европа от запад. Управителят на Магреб – Муса ибн Нусаир – назначава един берберски вожд на име Тарик за управител на град Танжер. През 710 г. е осъществена първата експедиция срещу испанския бряг, която завършва с временно завземане на град Тарифа (градът носи името на ръдоводителя на мюсюлманите Тариф Абу Зарах).
Моментът за атака срещу вестготите е удачен. В кралството се вихри сериозен конфликт между Родерих и синовете на предишния крал Витица, когото той е детронирал. Сега синовете са избягали в Африка и се надяват д помощта на арабите да получат трона, който им принадлежи. Другият конфликт от важно значение е между византийския управител на Сеута Юлиян и Родерих. Историята между тях е по-скоро легендарна. Според нея Юлиян изпраща дъщеря си – красивата Флоринда – да учи в Толедо. Родерих я обезчестява и гневният баща произнася следните думи: „Ще ви изпратя ястреб, какъвто никога не сте виждали!“ Именно Юлиян осведомява новите си съюзници за ситуацията в кралството и осигурява кораби за преминаването на протока.
Тарик слиза на испанския бряг със 7000 войници. Колко от тях са араби, дошли от изток, не е ясно, но със сигурност са малко. Завзема град Алхесирас и скалата на изток от него – днешният Гибралтар. След това прониква навътре в полуострова.

## Ход на битката
Когато научава за това, Родерих е на север, за да воюва с баските. Той бързо тръгва срещу нашествениците. Армията му е по-голяма, но знаем броя на войниците само приблизително. Разполага с 15 – 20 хиляди души срещу 12 хиляди мюсюлмани (Муса ибн Нусаир изпраща още 5000 в помощ на Тарик). В случая броят не е от значение, защото част от вестготската аристокрация влиза в тайни договорки с противника. Кралят поема инициативата и нарежда на тежката си конница да се спусне срещу строя на Тарик. Воините на Аллах устояват на тази, както и на следващите атаки. Те изчакват подходящия момент да нанесат своя удар и той скоро настъпва. При поредната атака в лявото крило на вестготската армия се образува пролука и те веднага нахлуват през нея. Солиден отряд мюсюлмани се озовава в гръб на врага си, стига до командния лагер на Родерих и го опустошава. Кралят пада убит, армията му се паникьосва и започва да отстъпва. Това отстъпление се превръща в същинско бягство.

## Последици
Военното поражение на вестготите не е голямо, в смисъл, че те имат потенциал за продължителна съпротива. Без краля им обаче държавата започва да се разпада. Синовете на Витица се надяват да получат властта като васали на нашествениците, но нищо подобно не се случва. В действителност започва систематично завладяване на Испания. Бързо падат Севиля, Кордоба, Толедо, а в следващите години – Сарагоса, Барселона и Леон. До 714 г. Вестготското кралство вече не съществува, а земите му са присъединени към Омаядския халифат в Дамаск. Само на север, в областта Астурия остава сериозно огнище на съпротива, където през 718 г. се състои известната битка при Ковадонга. От нея започва изтласкването на мюсюлманите, наречено Реконкиста.
Тарик няма радостна съдба. Изпълнен с ревност към успехите му, Муса пристига в Испания и се опитва да го постави под контрол. Двамата се скарват, после си помагат, а накрая са повикани пред техния господар, халифа. От този момент сведенията за тях приключват, което подсказва, че вероятно са убити.